# IBM

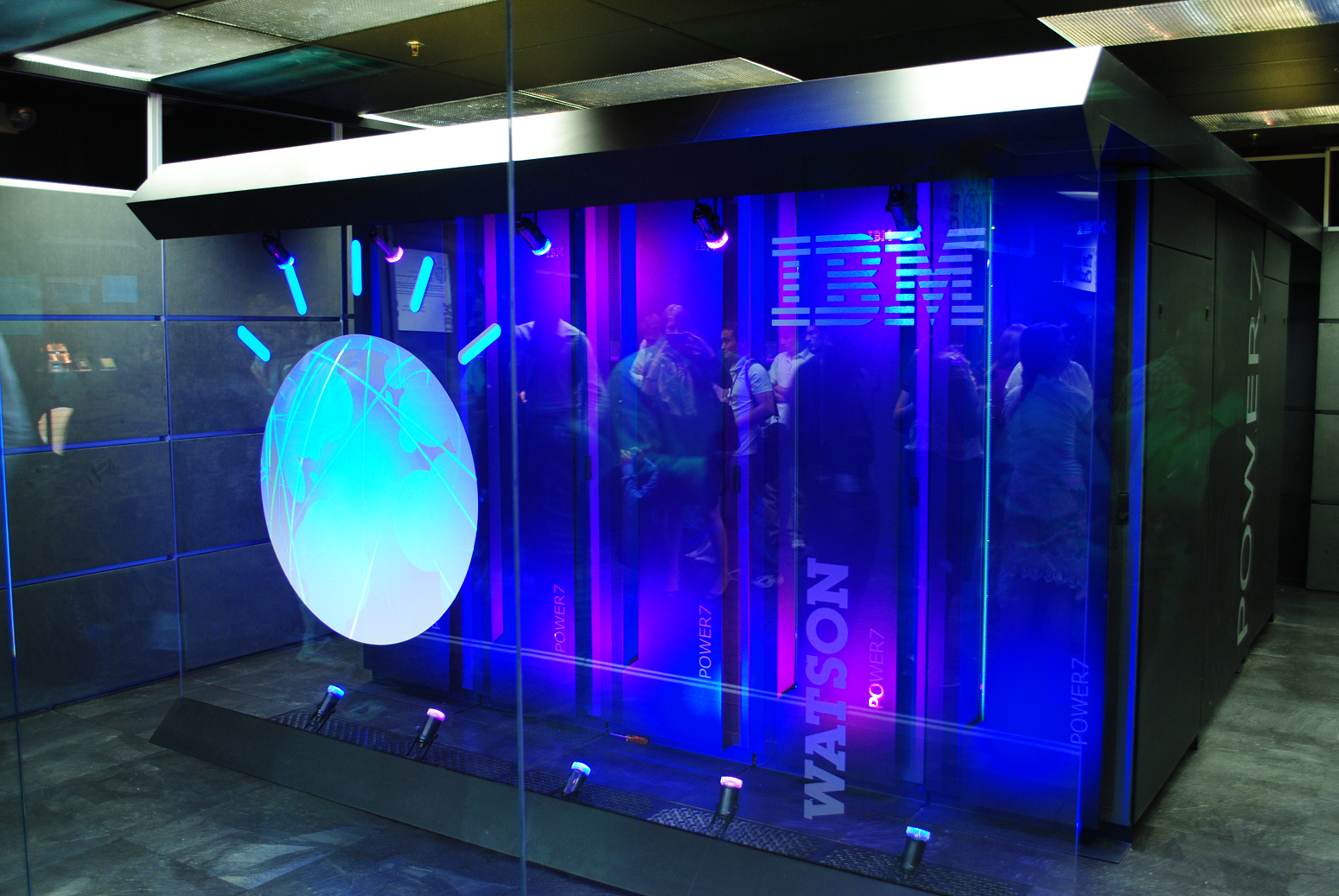
IBM Watson

International Business Machines Corporation (IBM) – amerykańska spółka publiczna, będąca jednym z najstarszych przedsiębiorstw informatycznych na świecie.
Obecnie przedsiębiorstwo oferuje rozwiązania w oparciu o usługi doradcze i informatyczne oraz oprogramowanie i sprzęt. Jego główną siedzibą jest Armonk w pobliżu Nowego Jorku.
W 2020 roku zatrudniało 383 tys. pracowników na całym świecie i osiągnęło przychód w wysokości 73,6 mld USD oraz zysk netto w wysokości 5,5 mld USD. Akcje przedsiębiorstwa notowane są na giełdzie New York Stock Exchange od 11 listopada 1915.
IBM zajmuje się praktycznie każdym segmentem rynku informatycznego, poczynając od komputerów klasy mainframe, a kończąc na nanotechnologii. Od kilku lat coraz większe znaczenie w przedsiębiorstwie mają usługi doradcze, a nie, jak wcześniej, produkcja. Samuel J. Palmisano wybrany został na CEO w styczniu 2002 właśnie za swój wkład w rozwój działalności doradczej przedsiębiorstwa (rozwinięcie działu Global Business Services).

## Historia

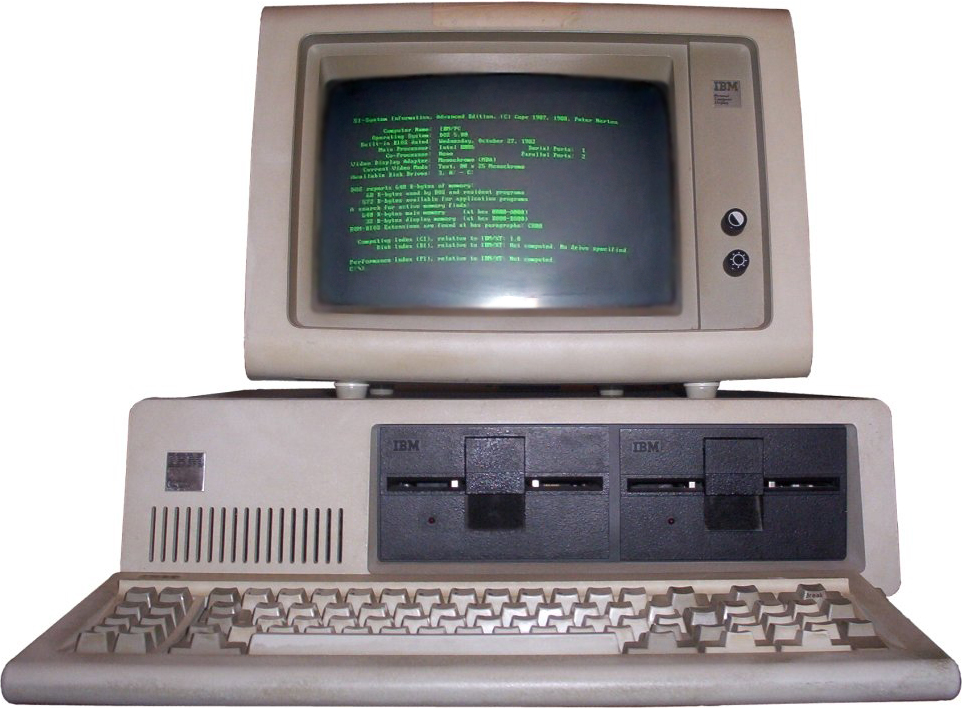
Komputer IBM PC 5150

Początki IBM sięgają czasów przed wynalezieniem komputera. Spółka IBM została założona pod nazwą Computing Tabulating Recording Company 16 czerwca 1911 roku w Endicott w stanie Nowy Jork. Był to pierwotnie holding trzech przedsiębiorstw zajmujących się przetwarzaniem danych: Tabulating Machine Company, Computing Scale Company of America i International Time Recording Company. Prezesem przedsiębiorstwa był w tym okresie Herman Hollerith. 14 lutego 1924 przedsiębiorstwo CTR zmieniło swoją nazwę na International Business Machines Corporation.
Firmy, z których powstało CTR wytwarzały rozmaite produkty, między innymi systemy pomiaru czasu pracy, wagi, krajalnice do mięsa i karty perforowane. Z czasem CTR skoncentrowało się głównie na kartach perforowanych, zaprzestając działalności w pozostałych dziedzinach.

### IBM i Holocaust
Technologia IBM w postaci kart perforowanych Hermana Holleritha została wykorzystana w okresie III Rzeszy podczas II wojny światowej dla zwiększenia efektywności identyfikacji osób pochodzenia żydowskiego, polskiego, komunistów i innych „wrogów Rzeszy”.
Technologia została dostarczona władzom III Rzeszy przez niemiecki oddział amerykańskiego koncernu informatycznego Dehomag. W książce IBM i Holocaust Edwin Black, przedstawił drobiazgową analizę działalności IBM – Dehomag.

### IBM System/360
Rodzina komputerów klasy mainframe wprowadzona w roku 1964. Maszyny przeznaczone były do obliczeń naukowo-technicznych, wymagających przeprowadzania dużej liczby złożonych rachunkowo obliczeń oraz do przetwarzania danych, w których stosunkowo podstawowe obliczenia dokonuje się na dużej liczbie danych. W krajach tzw. demokracji ludowej budowano komputery Jednolitego Systemu EMC, naśladując ten sprzęt amerykański. Rozwinięciem rodziny stały się komputery IBM System/370.
Wspólne cechy wprowadzonych na rynek komputerów:
- 8-bitowa jednostka podziału pamięci byte (w odróżnieniu od podziału pamięci na słowa)
- bajtowe adresowanie pamięci
- 32-bitowe słowa
- procesory wykorzystujące mikroprogramowanie
- zastosowanie kodowania EBCDIC
- dziewięciościeżkowa pamięć na taśmach magnetycznych.

### IBM PC
Premiera komputera osobistego przedsiębiorstwa IBM, o oznaczeniu IBM 5150, miała miejsce 12 sierpnia 1981 w nowojorskim hotelu Astoria, pięć lat po premierze komputera Apple I przedsiębiorstwa Apple Computer.
Komputer miał 16 kB pamięci RAM, zamiast twardego dysku stację dyskietek 5,25" o pojemności 180 kB i kosztował ponad 2,5 tys. dolarów. Jego wyprodukowanie zajęło przedsiębiorstwu rok.
Za ojca obecnego komputera osobistego uważa się Philipa Estridge’a, szefa laboratorium IBM, który przy opracowywaniu prototypu postanowił skorzystać z podzespołów ogólnodostępnych na rynku – dotychczas przy konstrukcji dużych maszyn IBM zawsze korzystało z własnych części. Napisanie systemu operacyjnego do nowego komputera zlecono przedsiębiorstwu Microsoft z Seattle, którego właścicielem był 25-letni Bill Gates. Microsoft dostarczał system MS-DOS, który był zmodyfikowaną wersją QDOS, którą firma odkupiła od Tima Patersona.
Po czterech latach od premiery dział sprzedaży PC zatrudniał 10 tys. osób i przyniósł przedsiębiorstwu IBM 4,5 mld dolarów obrotu.
Z powodu tego, że IBM PC miał otwartą architekturę, zaczęły powstawać klony IBM PC (zwane potocznie pecetami). Jedyną zastrzeżoną częścią tej otwartej architektury był BIOS, czyli część komputera (w formie chipu), która umożliwiała połączenie oprogramowania (w formie systemu operacyjnego) ze sprzętem. Dzięki inżynierii wstecznej firma Compaq sklonowała BIOS, tworząc jednocześnie pierwszego klona IBM PC. Zapoczątkowało to powstanie rynku komputerów osobistych zgodnych z IBM PC.
W II kwartale 2005 roku za 650 mln dolarów w gotówce oraz wart 600 mln dolarów pakiet 18,9% akcji, IBM sprzedał swój dział komputerów PC chińskiemu przedsiębiorstwu Lenovo, lokującemu się na 9. miejscu w czołówce światowych producentów komputerów osobistych. Między innymi dzięki tej transakcji Lenovo zajmuje obecnie 1. miejsce na świecie pod względem sprzedaży. Jednym z najbardziej znanych produktów Lenovo, dostępnych dzięki tej transakcji, jest bazująca na produkcie IBM seria laptopów ThinkPad.

## Technologia IBM
| Rok                                                                              | Przyznane patenty |
| -------------------------------------------------------------------------------- | ----------------- |
| 2005                                                                             | 2941              |
| 2004                                                                             | 3248              |
| 2003                                                                             | 3415              |
| 2002                                                                             | 3288              |
| 2001                                                                             | 3411              |
| 2000                                                                             | 2886              |
| 1999                                                                             | 2756              |
| 1998                                                                             | 2658              |
| 1997                                                                             | 1724              |
| 1996                                                                             | 1867              |
| 1995                                                                             | 1383              |
| 1994                                                                             | 1298              |
| 1993                                                                             | 1087              |
| Linki do lat prowadzą do stron z osiągnięciami przedsiębiorstwa IBM w danym roku |                   |

IBM nie wynalazło komputera osobistego, ale stworzona przez nie w 1981 roku architektura stała się przemysłowym standardem. Microsoft i Intel zostali czołowymi dostawcami dwóch głównych części tej architektury.
IBM opracowało wiele kluczowych technologii używanych w informatyce, między innymi dysk twardy Winchester, kursor oraz dyskietkę.
IBM jest producentem systemów operacyjnych AIX, OS/2, PC-DOS, opracowało również wiele standardów komputerowych np. MCA, złącze klawiatury i myszy typu PS/2 i VGA.
Logo zostało zaprojektowane przez Paula Randa.
Około 1992 roku przedsiębiorstwo IBM weszło na rynek rozrywki, produkując stacjonarną konsolę do gier Atari Jaguar.

## Działy IBM
Główne działy IBM to:
- IBM Global Business Services – doradztwo biznesowe,
- IBM Global Technology Services – budowa i modernizacja infrastruktury informatycznej,
- IBM Software Group – dostarczanie rozwiązań softwarowych,
- IBM Systems and Technology Group – dostarczanie rozwiązań hardwarowych.

## Kultura przedsiębiorstwa
Na przestrzeni lat IBM stawało się coraz bardziej zorientowane technologicznie; w 2003 roku ponad 178 tys. pracowników było związanych z procesem technologicznym, z czego 38 tys. pracowało nad oprogramowaniem.
Dawniej pracownika przedsiębiorstwa cechowały niebieski garnitur, biała koszula i ciemny krawat. Od początku lat 90. IBM rozluźniło te wymagania i obecnie pracownicy przedsiębiorstwa nie wyróżniają się pod tym względem od pracowników innych przedsiębiorstw.
W ostatnich latach (od co najmniej 1999 i powstania IBM Linux Technology Center) IBM zaangażowało się w ruch Open Source. Przedsiębiorstwo zainwestowało miliardy dolarów w usługi i oprogramowanie oparte na GNU/Linuksie.

## IBM w Polsce
W Polsce przedsiębiorstwo IBM pojawiło się w roku 1935, otwierając przedstawicielstwo w Warszawie. W kolejnych latach funkcjonowało zgodnie z prawem polskim jako:
- 1935 – Polski Hollerith,
- 1938 – Watson Business Machines,
- 1966 – IBM ROECE Marketing,
- 1978 – Biuro IBM WT EMEA.

Od 1983 powstawały przedstawicielstwa krajowe i ośrodki specjalistyczne:
- 1983 – EXIMPOL,
- 1988 – Instytut Administracji i Zarządzania (IAIZ)[11],
- 1989 – DERNAN,
- 1991 – IBM Polska (Warszawa),
- 1996 – Centrum Edukacyjne IBM (Warszawa),
- 2000 – Centrum Obliczeniowe IBM (Warszawa) – usługi outsourcingowe,
- 2002 – IBM BTO Business Consulting Services Sp. z o.o.[12]
- 2003 – IBM Innovation Center – wspieranie rozwoju aplikacji,
- 2005 – IBM Software Laboratory in Central Eastern Europe (Kraków) – projektowanie i implementowanie produktów softwarowych,
- 2009 – IBM Integrated Delivery Centre Poland (Wrocław)[13].
- 2012 – Security Operation Center Wrocław,
- 2014 – IBM Client Innovation Center Katowice.

Obecnie IBM posiada oddziały w Warszawie, Katowicach, Poznaniu, Wrocławiu i Krakowie.

### Zaangażowanie społeczne IBM Polska
Projekty społecznego zaangażowania IBM Polska to między innymi:
- Inicjatywa Akademicka – wspieranie edukacji w zakresie nowoczesnych technologii oraz rozwijania współpracy przedsiębiorstwa z uczelniami wyższymi z całego świata. W programie uczestniczy ponad 150 uczelni z całego świata, w tym 31 z Polski.
- W 2010 roku przedsiębiorstwo IBM było głównym sponsorem EuroPride[14].

### Kontrowersje
W styczniu 2012 CBA zatrzymało byłego dyrektora polskiego przedstawicielstwa IBM w związku z korupcją w przetargach organizowanych przez MSWiA.